# توزيع احتمالي طبيعي
في نظرية الاحتمالات، التوزيع الطبيعي (أو توزيع غاوس نسبة للفيزيائي غاوس) هو توزيع احتمالي مستمر كثير الانتشار والاستعمال، يستخدم - غالباً - تقريباً أولياً لوصف المتغيرات العشوائية التي تميل إلى التمركز حول قيمة متوسطة .
مثال عملي: عندما تقيس الاشعاعات الصادرة من عينة مشعة بواسطة عداد لمدة دقيقة ، فإنك تحصل على قيم مختلفة : تلك القيم تكون عادة غير متساوية ، بل تكون متناثرة حول متوسطها الحسابي . وعندما تقوم برسم تلك القيم في رسم بياني فأنها طبيعيا تتخذ شكل الجرس الذي تراه في الشكل.
بصفة عامة: الرسم البياني في الشكل دالة الكثافة الاحتمالية للقياسات يبين أن توزيع جاوس يشبه الجرس، ويعرف بالدالة الغاوسية أو منحني الجرس.
{\displaystyle f(x)={\tfrac {1}{\sqrt {2\pi \sigma ^{2}}}}\;e^{-{\frac {(x-\mu )^{2}}{2\sigma ^{2}}}},}
حيث {\displaystyle :\mu } هي القيمة المتوقعة (مكان الذروة)، و{\displaystyle \sigma ^{2}} هي التباين (مقياس عرض التوزيع). عندما تكون قيم وسيطي التوزيع {\displaystyle \mu =0} و {\displaystyle \sigma ^{2}=1} فإنه يسمى التوزيع الطبيعي المعياري.
يعد التوزيع الطبيعي التوزيع الاحتمالي المستمر الأساسي، نظراً لدوره في مبرهنة النهاية المركزية، كما أنه من أول التوزيعات المستمرة التي تدرس في مقررات الإحصاء الابتدائية. فوفقاً لمبرهنة النهاية المركزية، وتحت شروط معينة، فإن مجموع عدد من المتغيرات العشوائية بعدد منته من المتوسطات والتباينات يقارب توزيعاً طبيعياً بازدياد عدد تلك المتغيرات. ولهذا السبب، فإنه كثيراً ما يشاهد هذا التوزيع في الممارسة العملية، وهو يستخدم في الإحصاء والعلوم الطبيعية والعلوم الاجتماعية  نموذجاً بسيطاً للتعامل مع ظواهر معقدة. على سبيل المثال، خطأ الملاحظة في تجربة ما، غالباً ما يتبع توزيعاً طبيعياً. كما يحسب انتشار اللايقين باستخدام هذا الافتراض أيضاً.
أمثــــلة:
- أطوال الشبان: عندما تسأل 10000 من الشبان عن طولهم تجد أن أطوالهم تتوزع بين 150 إلى 110 سمتيمتر وبمتوسط 72 سنتيمتر. معظم الشبان تجدهم حول الذروة 72 سنتيمتر. وأما الاعداد الصغيرة جدا للطول تجدها عند 150 سنتيمتر و 110 سنتيمتر،
- أيضا عندما تعمل إحصائية بين الناس بين الفقير والغني ، تجد أن القمة تمثل أعداد الطبقة المتوسطة ، وعن يمينها ويسارها تجد عددا قليلا من الفقراء جدا ومن الأغنياء جدا.
- كذلك توزيع انجاب الأطفال : تجد أن متوسط عدد الأطفال في الأسرة 3 (قمة التوزيع الجرسي ) ،

وإلى أقصى اليمين تجد عدد العائلات التي أنجبت 12 طفلا ، وإلى أقصى اليسار العائلة التي أنجبت طفلا واحدا أو لم تـُنجب.
- - لهذا يسمى توزيعا طبيعيا .

انظر إلى توزيع ستيودنت الاحتمالي وإلى توزيع كوشي وإلى التوزيع اللوجستي.
لاحظ أن لمتغير ذي توزع طبيعي توزيعاً متناظراً حول متوسطه. ولهذا فإن القيم التي تنمو بشكل أسي (كالأسعار والدخل وعدد السكان) تكون ملتوية نحو اليمين (skewness)، وبالتالي يمكن التعبير عنها بشكل أفضل باستخدام توزيعات أخرى، كالتوزيع الطبيعي اللوغاريتمي وتوزيع باريتو.

## تعريف

### التوزيع الطبيعي الموسّط المختزل
تُعرف أبسط حالة من التوزيع الطبيعي باسم التوزيع الطبيعي الموسّط المختزل.
إنه حالة خاصة حيث {\displaystyle \mu =0} و {\displaystyle \sigma =1} .
نسمي التوزيع الطبيعي (أو غاوسي) موسّط مختزل التوزيع المعرّف بدالة الكثافة {\displaystyle \varphi }.
الرسم البياني لهذه الكثافة يمثل شكل جرس.
الدالّة {\displaystyle \varphi :\mathbb {R} \to \mathbb {R} ^{+}} بحيث {\displaystyle \varphi (t)={\frac {1}{\sqrt {2\;\pi }}}\,\mathrm {e} ^{-{\frac {t^{2}}{2}}}}
هي دالة كثافة احتمالية: هي متواصلة وتكاملها على {\displaystyle \ \mathbb {R} } يساوي 1.
نعلم أن {\displaystyle \ \int _{-\infty }^{+\infty }\mathrm {e} ^{-{\frac {t^{2}}{2}}}\ dt={\sqrt {2\,\pi }}} تكامل غاوسي.
ونبين أن (انظر التالي) التوزيع الذي يقع تحديده انطلاقاً من دالة الكثافة هذه
له قيمة متوقعة تساوى 0 وتباينا يساوي 0.

## خصائص

### التناظر والاشتقاق
لتوزيع طبيعي {\displaystyle f(x)} متوسطه {\displaystyle \mu } وانحرافه {\displaystyle \sigma } الخصائص التالية:
- الكثافة {\displaystyle \varphi } متناظرة حول النقطة {\displaystyle x=\mu } والتي تمثل في نفس الوقت، منوال التوزيع ووسيطه وقيمته المتوقعة.
- أحادي المنوال.
- يمكن اشتقاق هذه الدالة عدداً لا متناهياً من المرّات وتحقق مهما كان {\displaystyle \ t\in \mathbb {R} } المعادلة التالية {\displaystyle \varphi '(t)=-t\,\varphi (t)}.
- القيم الأكثر تكراراً تقع في مركز التوزيع
- كل من المتوسط، الوسيط، والمنوال يقع في مركز التوزيع
- القيم البعيدة عن المتوسط ذات تكرار أقل
- مجموع تكرارات القيم التي هي أكبر من المتوسط يساوي مجموع تكرارات القيم التي تحته
- توجد علاقة معروفة بين نسبة المشاهدات (p) التي تقع ضمن مجال يبعد عن المتوسط بمقدار (z) من الانحرافات المعيارية

### تحويل فورييه والدالة المميزة
تحويل فورييه لتوزيع طبيعي متوسطه {\displaystyle \mu } وانحرافه {\displaystyle \sigma } يعطي بالصيغة التالية:
{\displaystyle {\hat {\phi }}(t)=\int _{-\infty }^{\infty }\!f(x)e^{itx}dx=e^{i\mu t}e^{-{\frac {1}{2}}(\sigma t)^{2}}}
حيث {\displaystyle i} هو الوحدة التخيلية.

## دالة التوزيع التراكمي
لتكن {\displaystyle \Phi } دالة التوزيع التراكمي للتوزيع الموسّط المختزل. تحدد لكل عدد حقيقي {\displaystyle x} بـ:
{\displaystyle \ \Phi (x)=\int _{-\infty }^{x}\varphi (t)\,dt=\int _{-\infty }^{x}{\frac {1}{\sqrt {2\,\pi }}}\,\mathrm {e} ^{-{\frac {t^{2}}{2}}}\,dt}.
وهي تكامل {\displaystyle \varphi } ونهايتها في {\displaystyle -\infty } تساوي 0، ولا يمكن كتابتها باستعمال الدالات المعروفة (أس، جيب..) ولكن تصبح هي بنفسها دالة مستعملة بكثرة ومهمّة لكلّ من يمارس حساب الاحتمالات والإحصاء.
خاصيات الدالة {\displaystyle \Phi }:
- قابلة للاشتقاق بعدد غير متناهي من المرّات و{\displaystyle \Phi '=\varphi }
- نامية حصرياً وتنتهي إلى 0 في {\displaystyle -\infty } وإلى 1 في {\displaystyle +\infty }

## مبرهنة النهاية المركزية

كلما كبر عدد الأحداث المتقطعة، كلما زادت الدالة شبها للتوزيع الطبيعي

مقارنة دوال كثافة الاحتمال p (k) لمجموع n نرد سداسي الجوانب (زهر لعبة الطاولة) لإظهار تقاربها مع توزيع احتمالي طبيعي مع زيادة n ، وفقًا لنظرية الحد المركزي. في الرسم البياني السفلي الأيمن ، تم إعادة رسم المنحنيات جميعها ثم القيام بتتطابقها ومقارنتها بالتوزيع الطبيعي (المنحنى الأسود).

{\displaystyle Z={\sqrt {n}}\left({\frac {1}{n}}\sum _{i=1}^{n}X_{i}\right)}

## التاريخ

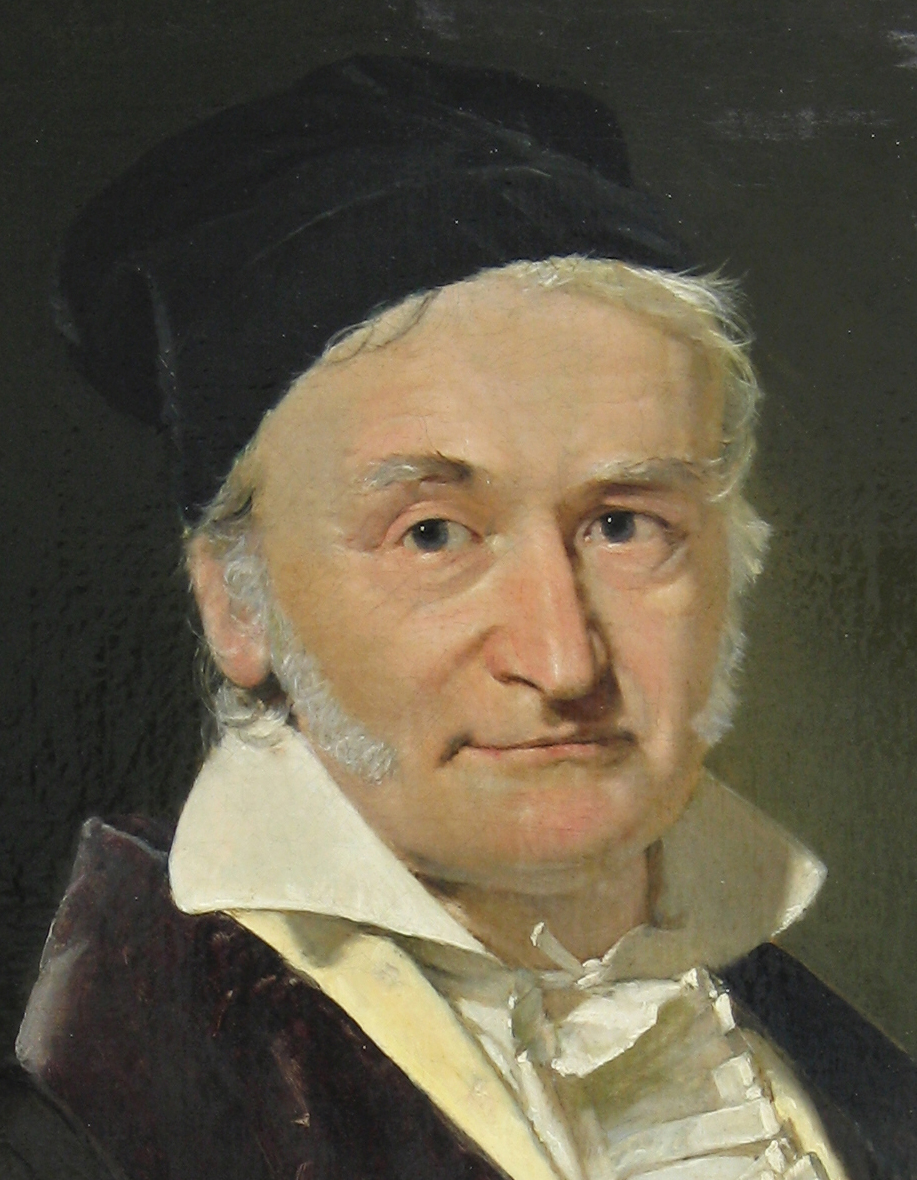
كارل فريدريش غاوس اكتشف التوزيع الطبيعي في عام 1809 أثناء عمله على طريقة المربعات الدنيا.

في عام 1733 وضع Abraham De Moivre نطريته الأولى حول التوزيع الطبيعي والتي كانت تعرف بـ Exponential bell-shaped curve بناءً على التقريب التقديري الذي وصل إليه من نظرية أحتمال رمي القطع المعدنيه عدة مرات وتوزيعها. في عام 1809 قام Carl Frieddrich Gauss بإطلاق النظرية الهامة وأسماها Normal distribuition (التوزيع الطبيعي) حيثم قام باستخدامها لحساب توقعات أماكن الهيئات الفلكية. ومنذ ذلك الحين أخذ هذا التوزيع أهميته وانتشاره وعرف أيضاً باسم Gaussian distribution "توزيع جاوسي".